# Coppa del Mondo di pugilato dilettanti 2006
La Coppa del Mondo di pugilato dilettanti 2006 è stata la 2ª edizione della Coppa del Mondo di pugilato dilettanti organizzata dalla AIBA. L'evento si è svolto dal 15 al 22 ottobre 2006 a Baku, Azerbaigian.

## Preliminari

### Gruppo A
- Azerbaigian
- Cuba
- Kazakistan
- Stati Uniti

Risultati
Classifica
| Squadra     | Vinte | Perse |
| ----------- | ----- | ----- |
| Cuba        | 3     | 0     |
| Azerbaigian | 2     | 1     |
| Kazakistan  | 1     | 2     |
| Stati Uniti | 0     | 3     |

### Gruppo B
- Africa
- Cina
- Russia
- Ucraina

Risultati
Classifica
| Squadra | Vinte | Perse |
| ------- | ----- | ----- |
| Russia  | 3     | 0     |
| Ucraina | 2     | 1     |
| Cina    | 1     | 2     |
| Africa  | 0     | 3     |

## Finale
Ucraina e Azerbaigian condividono il terzo posto.